# Immigration nach Deutschland
Die Einwanderung oder Immigration nach Deutschland ist der Vorgang der temporären oder dauerhaften Neu- oder Wiederansiedlung in Deutschland. Sie kann im Rahmen diverser Migrationsformen wie Auswanderung, Durchwanderung, zirkulären Wanderung oder auch Rückwanderung unter Freiwilligkeit oder Druck erfolgen.

## Geschichte

### Die Hugenotten
Das Edikt von Potsdam, auch Potsdamer Toleranzedikt genannt, war ein Toleranzedikt, das am 29. Oktoberjul. / 8. November 1685greg. vom preußischen Großen Kurfürsten Friedrich Wilhelm von Brandenburg erlassen wurde. Der Kurfürst – im Gegensatz zur evangelisch-lutherischen Bevölkerungsmehrheit Brandenburgs selbst calvinistischen Glaubens – bot seinen in Frankreich wegen ihrer Religion verfolgten protestantischen Glaubensgenossen, den Hugenotten, freie und sichere Niederlassung in Brandenburg an. Den Flüchtlingen wurden großzügige Privilegien gewährt, unter anderem Befreiung von Steuern und Zöllen, Subventionen für Wirtschaftsunternehmen und Bezahlung der Pfarrer durch das Fürstentum. Viele von ihnen siedelten sich in Potsdam und Berlin an (siehe dazu Hugenotten in Berlin).

### Herrnhuter Brüdergemeine
Als 1620 nach der Schlacht am Weißen Berg die Religionsfreiheit in Böhmen endete, gelangten in Mähren und Böhmen die Protestanten zunehmend unter den Druck der Gegenreformation. Ab 1722 wanderten nach einer Unterstützungszusage des Grafen Nikolaus Ludwig von Zinzendorf eine große Zahl von Sympathisanten der Böhmischen Brüder zuerst aus Mähren kommend nach Sachsen ein. In deren Gepäck befand sich auch das theologische und philosophische Erbe Johann Amos Comenius. Die Exulanten blieben zunächst unter sich und gründeten in Herrnhut 1727 die noch heute bestehende Brüderunität. Konflikte mit und Misstrauen unter der damaligen angestammten Bevölkerung führten jedoch auch zu einer Fortsetzung der Wanderungsbewegung, wodurch sich Gruppen der Herrnhuter Brüdergemeine zunächst in Berlin und später an weiteren deutschen Orten ansiedelten.

### Kaiserreich

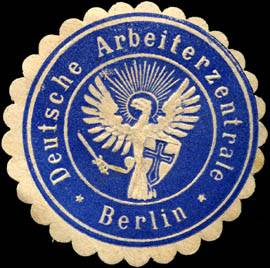
Siegelmarke Deutsche Arbeiterzentrale

Deutschland entwickelte sich in der Hochkonjunkturperiode ab 1890 zu einem wichtigen Einwanderungsland und die Zahl der beschäftigten Ausländer stieg bis 1914 auf schätzungsweise 1,2 Millionen an. Ein Großteil waren Polen aus dem russischen und dem österreichisch-ungarischen Kaiserreich. Da die reichsdeutsche polnische Bevölkerung als „Reichsfeinde“ angesehen wurden, versuchte man die wirtschaftlich notwendige polnische Zuwanderung in die ostpreußische Landwirtschaft und ins Ruhrgebiet (Ruhrpolen) im Rahmen einer antipolnischen Abwehrpolitik zu steuern. 1905 wurde die Deutsche Feldarbeiter Centralstelle gegründet, die 1911 zur Deutschen Arbeiterzentrale wurde. Diese stellte Legitimationskarten zur leichteren Identifikation der Arbeiter und Arbeiterinnen nach Nationalität und Arbeitgeber sowie Aufenthaltsbefristung aus.
Seit 1890 wurden russlanddeutsche Kolonisten als Siedler für den preußischen Osten gegen eine befürchtete Polonisierung angeworben. Die deutschstämmigen Rückwanderer sollten die Landflucht in der ostelbischen Landwirtschaft dämpfen und die patriarchalischen Beziehungen zwischen Gutsherrn und Arbeiterschaft stärken. Die Organisation der Rückwanderung aus Ost-, Ostmittel- und Südosteuropa lag seit 1909 in den Händen des privaten Fürsorgevereins für deutsche Rückwanderer, womit man die parlamentarische Kontrolle und außenpolitische Komplikationen vermeiden wollte.
1905 lebten mehr als eine Million Ausländer im Deutschen Reich, davon 42 % weiblich. Etwa die Hälfte waren „Österreicher“ (inkl. Tschechen, Slowaken, Galizier und anderer Zuwanderer aus damals zu Österreich gehörenden Ländern), etwa 107.000 „Russen“ (inkl. Polen und andere Zuwanderer aus dem damaligen Russischen Kaiserreich), je um die 100.000 Niederländer und Italiener, 82.000 Ungarn (alle Länder der ungarischen Krone), 63.000 Schweizer, 30.000 Dänen, jeweils etwa 20.000 Franzosen, Briten und Amerikaner (einschließlich Lateinamerikaner), 14.000 Luxemburger, je etwa 12.000 Belgier und Skandinavier, 397 Chinesen, 174 Japaner, 100 sonstige Asiaten (einschl. Türken) und 99 Afrikaner.
Ab 1915 rückte durch den kriegsbedingten Arbeitskräftemangel die Rekrutierung ausländischer Arbeitskräfte vor allem aus den besetzten Gebieten Polens und Belgiens in den Mittelpunkt. Dabei wurde immer häufiger zu Zwangsmitteln gegriffen und 1916 begannen Deportationen von Zivilisten aus Belgien und in geringerem Umfang aus Polen. Gleichzeitig führte der Krieg zu anhaltendem extremem Nationalismus und der Verbreitung von Fremdenfeindlichkeit.
Im deutsch-russischen Zusatzvertrag zum Friedensvertrag von Brest-Litowsk wurde ein zehnjähriges Rückwanderungsrecht der deutschstämmigen Bevölkerung Russlands vereinbart. Dies führte mit zur Gründung der Reichsstelle für deutsche Rückwanderung und Auswanderung, um ethno-national orientiert Arbeitskräfte und Siedler auf dem Höhepunkt der deutschen Annexionspolitik im Osten zu suchen.

### Weimarer Republik

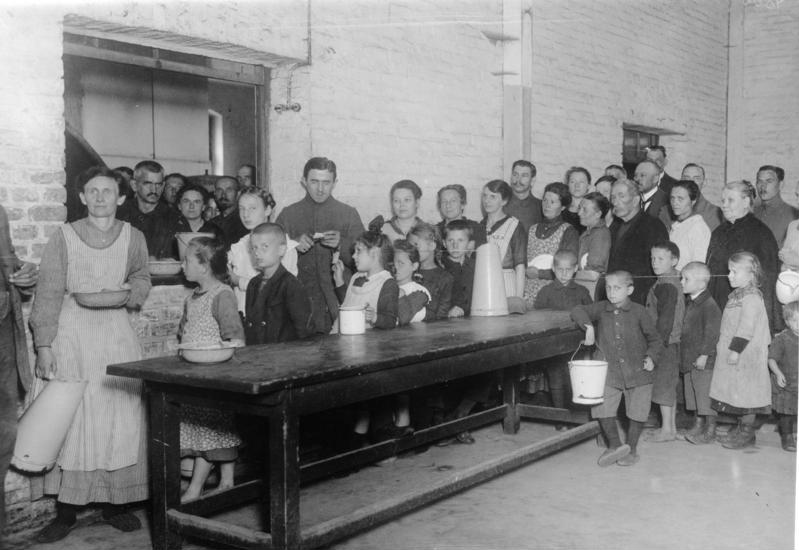
Essenausgabe im Heimkehrlager für Grenzlandvertriebene, Zossen 1919

Nach der deutschen Niederlage im Ersten Weltkrieg und den territorialen Änderungen durch den Versailler Vertrag (mit Optionsrecht für die Einwohner) wurde versucht, die dauerhafte Einwanderung ins Reich zu verhindern. Die Siedlungsschwerpunkte mit deutschen Minderheiten (Grenzlanddeutsche im Ausland) in Ost-, Ostmittel- und Südosteuropa sollten erhalten bleiben und als außenpolitisches Druckmittel genutzt werden. Zur Verhinderung der Zuwanderung und dauerhaften Ansiedlung von Ausländern deutscher Abstammung wurde das Reichs- und Staatsangehörigkeitsgesetz von 1913 restriktiv ausgelegt und die rasche Einbürgerung der Volksdeutschen abgelehnt. Bis Mitte der 1920er Jahre wanderten eine Million Menschen aus den abgetretenen Gebieten zu. Der Migrationsforscher Jochen Oltmer nennt 150.000 aus Elsass-Lothringen, 16.000 aus den Kolonien, 850.000 deutsche „Grenzlandvertriebene“ aus den polnischen Westgebieten und 120.000 Russlanddeutsche. Es kam teilweise zur Weiter- und Rückwanderung.
Bedingt durch die Oktoberrevolution und den russischen Bürgerkrieg flohen zahlreiche Menschen aus dem ehemaligen Zarenreich nach Deutschland und insbesondere Berlin, das zu dem Exilzentrum der russländischen Emigration mit wichtigen kulturellen und politischen Einrichtungen wurde. Eine restriktive deutsche Asylpolitik und eine offensive französische Anwerbungspolitik um Arbeitskräfte zu gewinnen, führten dann zu einer Abwanderung nach Paris, das Mitte der 1920er die Rolle Berlins übernahm.
Besonders restriktiv war die Migrations- und Integrationspolitik gegenüber ost- und ostmitteleuropäischen Juden, die vor Pogromen oft auch illegal nach Westen flohen. Deshalb setzte schnell eine Weiterwanderung der Ostjuden ein.

### Nationalsozialismus
Als 1938 wegen der Rüstungsanstrengungen Arbeitskräfte fehlten, wurden Anwerbeverträge mit Italien, Jugoslawien, Ungarn, Bulgarien und den Niederlanden abgeschlossen.

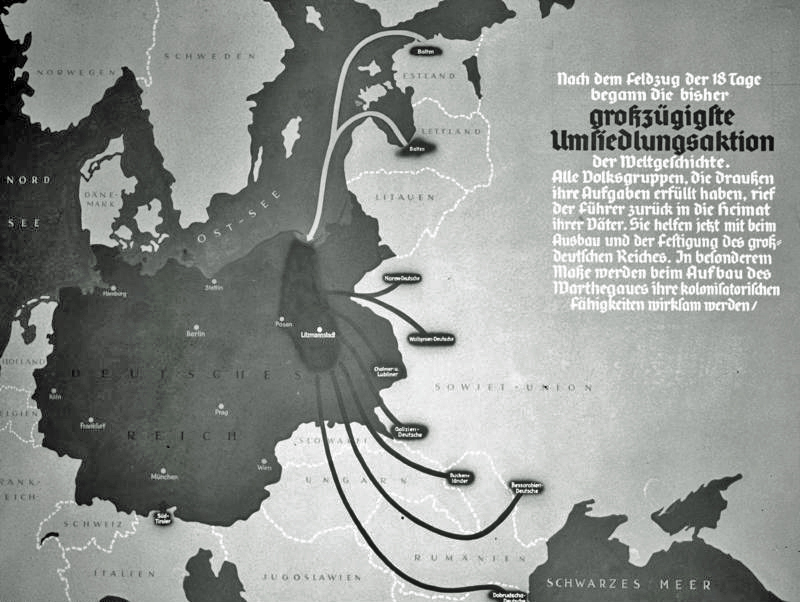
NS-Propagandaplakat zur Umsiedlung Volksdeutscher

In der Zwischenkriegszeit war die deutsche Außenpolitik daran interessiert die deutschen Minderheiten in ihren Siedlungsgebieten zu erhalten und damit einen Hebel gegen die Versailler Nachkriegsordnung zu haben. Hitler änderte diese Politik, indem er mit Mussolini aus bündnispolitischen Gründen 1939 die Option in Südtirol vereinbarte und nach dem Überfall auf Polen mit zahlreichen Ländern die Umsiedlung Volksdeutscher aus Mittelosteuropa vereinbarte. Für die Umsetzung wurde Heinrich Himmler als Reichskommissar für die Festigung deutschen Volkstums beauftragt. Die Menschenverschiebung erfolgte weitgehend unvorbereitet und improvisiert. Die Umsiedler wurden großteils in den eingegliederten Ostgebieten des Reiches angesiedelt. Dazu musste man die dort lebenden Fremdvölkischen zuvor vertreiben. Bei der Umsiedlung musste nach „gutrassigen“ Deutschen und „rassisch Unerwünschten“ unterschieden werden, wobei die Rasseexperten des Rasse- und Siedlungshauptamt hierbei und bei der Kategorisierung der einheimischen Bevölkerung in die Deutsche Volksliste unverzichtbar waren. Für die Auslese und Einbürgerung war die Einwandererzentralstelle, für die Deportationen die Umwandererzentralstelle zuständig. Die Abholung der Umsiedler aus ihren Heimatländern und die Unterbringung in Lagern oblag der Volksdeutschen Mittelstelle. Die Umsiedlung schuf „Sachzwänge“ und radikalisierte damit die Enteignung, Deportation und Ghettoiesierung von Juden. Das sollte später mit einer genozidalen Politik durchbrochen werden und gilt mittlerweile mit als eine Ursache für den Holocaust.

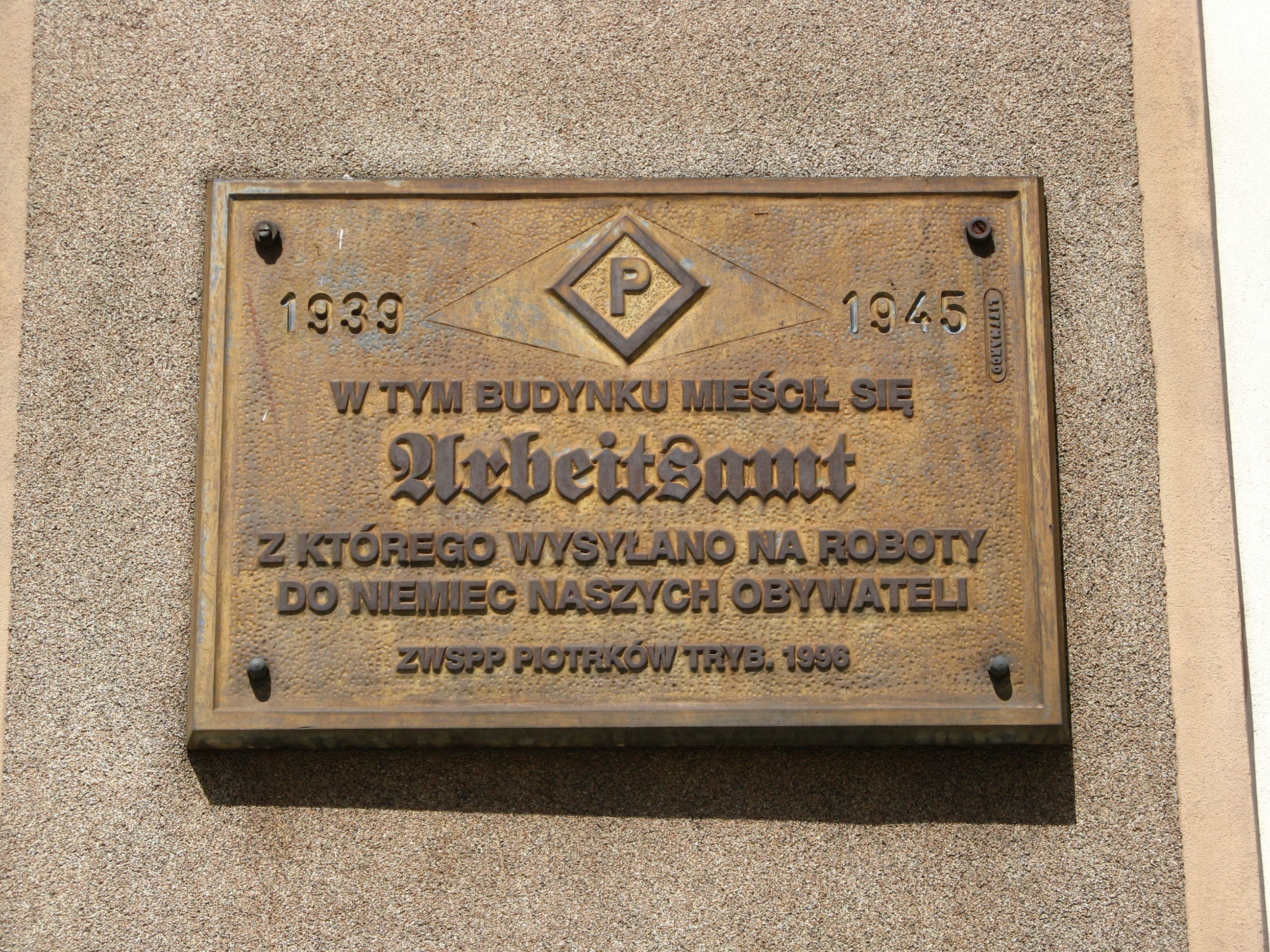
Gedenkinschrift zur Zwangsarbeit Arbeitsamt 1939–1945 in Piotrków Trybunalski, Polen

Nach dem Kriegsbeginn ging die Arbeitseinsatzverwaltung und Teile der Wirtschaft von der Notwendigkeit einer langen Beschäftigungsnotwendigkeit von Ausländern aus. Nach einer Erprobung in Polen fand die Anwerbung, Rekrutierung und Deportation von zivilen Arbeitskräften (sogenannter Fremdarbeiter, Zivilarbeiter) in allen besetzten Gebieten vor allem in den Niederlanden, Belgien und Frankreich statt und auch in den verbündeten Staaten wurde die Anwerbung verstärkt. Im März 1942 wurde Fritz Sauckel zum Generalbevollmächtigten für den Arbeitseinsatz ernannt und es fanden millionenfache Zwangsrekrutierungen im Ausland statt. Genaue Zahlen zum Arbeitseinsatz liegen nicht vor, Ulrich Herbert geht für Herbst 1944 auf dem Höhepunkt der Rekrutierung von 5,7 Millionen Menschen aus, Mark Spoerer nennt als Zahl für die über den gesamten Kriegszeitraum eingesetzten Menschen 13,6 Millionen. Polnische Arbeiter mussten das Polenabzeichen und sowjetische mit Ausnahme von Litauern, Großrussen, Weißrussen und Ukrainern das Ostarbeiterabzeichen tragen. Sie waren jeweils durch unterschiedliche auch rassistische Verordnungen reglementiert und so zu Untermenschen gemacht. Es gab im Reich etwa 20.000 Lager teilweise in Gaststätten, Kinos, Schulen, Scheunen, Kellern und auf Dachböden für die Sammelunterbringung, die zum Alltagsbild in den Städten gehörten.

### Displaced Persons
Nach dem Krieg verließen viele Menschen Polen, Jugoslawien, Bulgarien, Ungarn und Rumänien und strandeten als displaced Persons in Deutschland. Die große Mehrheit war jüdischer Abstammung. Die UNRRA gewährte den Flüchtlingen jüdischer Herkunft automatisch den Status Hilfsberechtigter. Nichtjüdische Flüchtlinge sollten hingegen abgelehnt werden, sofern sie nicht einen Nachweis über ihre kriegsbedingte Heimatlosigkeit erbringen konnten. Damit sollte die unerwünschte Unterstützung politischer Nachkriegsflüchtlinge durch diese UN-Einrichtung vermieden werden.

### Zwangsmigration von ethnisch Deutschen aus Ost- und Mitteleuropa
Durch Flucht und Vertreibung Deutscher aus Mittel- und Osteuropa kamen 1945–1950 rund 6 Millionen Menschen, überwiegend Deutsche, in die spätere Bundesrepublik Deutschland, die rund 15 Prozent der Gesamtbevölkerung Westdeutschlands ausmachten. Hinzu kamen 3,8 Millionen Deutsche, die im Rahmen der Flucht aus der Sowjetischen Besatzungszone und der DDR nach Westdeutschland zogen. Zwangseinquartierungen, Notwohnungen und das enge Zusammenleben führten zu Spannungen zwischen den Einheimischen und den Zuwanderern. Nach einer repräsentativen Meinungsumfrage aus dem Jahr 1946 in den Ländern der Bizone galten für 61 % der befragten Deutschen die Flüchtlinge und Vertriebenen als Störenfriede.

### DDR
In der DDR gab es Arbeitskräftemangel. Ein wesentlicher Grund dafür war die Abwanderung junger Fachkräfte in die BRD. Um ausländische Fachkräfte anzuwerben, schloss die Regierung ein Abkommen mit den sozialistischen "Bruderländern". Solche Verträge wurden 1963 mit der Volksrepublik Polen, 1967 mit Ungarn, 1974 mit Algerien, 1975 mit Kuba, 1979 mit Mosambik, 1980 mit Vietnam und 1984 mit Angola geschlossen. In geringem Umfang kamen auch Menschen aus der Mongolei, China und Nordkorea. Die Verträge basierten auf einem Rotationsprinzip, was vorsah, dass die Arbeitsmigranten nach einigen Jahren wieder in ihr Heimatland zurückkehren und durch andere ersetzt werden sollten.
Allgemein stellten die ausländischen Arbeitsmigranten einen geringen Anteil in der Gesamtbevölkerung der DDR da. Zum Ende der 1980er waren es rund 94.000 Vertragsarbeiter. Darunter zumeist Männer unter 35 Jahren. Die Arbeitsmigranten wurden häufig abgeschottet von der restlichen Gesellschaft in Wohnheimen untergebracht.

### Anwerbeabkommen der BRD
Im Zuge des „Wirtschaftswunders“ konnten unter Anwerbeabkommen der Bundesrepublik Deutschland mit Italien (1955), Spanien (1960), Griechenland (1960), Jugoslawien (1968), Türkei (1961), Portugal (1964), Marokko (1963), Tunesien (1965) und Südkorea (1963 und 1971) Ausländer als sogenannte Gastarbeiter zur Zuwanderung geworben werden (siehe auch Entwicklung der Arbeitsmigration in der Bundesrepublik Deutschland). 1973 wurde ein Anwerbestopp verhängt, die wichtigste Möglichkeit der Einwanderung war nun die Familienzusammenführung. Die nächsten Jahre waren geprägt von erfolglosen Bemühungen der Bundesregierungen von Helmut Schmidt und Helmut Kohl um Begrenzung der Zuwanderung oder Rückkehr von ehemaligen Gastarbeitern in ihre Herkunftsländer. Die Mehrheit der Gastarbeiter blieb nur für einige Zeit in Deutschland und kehrte dann wieder in ihre Herkunftsländer zurück. Jedoch blieben auch Millionen von Gastarbeitern langfristig in Deutschland.

### Asylrechtdebatten und Asylkompromiss
In den 1980er Jahren war die Debatte um Einwanderung vor allem durch teilweise sehr emotionale Auseinandersetzungen um das Asylrecht geprägt. Aufgrund politischer Ursachen wie den Libanonkrieg, den Kriegen in Afghanistan, den Ersten Golfkrieg, Konflikten und Kriegen in Afrika, der Verfolgung von Kurden oder in Folge der Iranischen Revolution oder des Vietnamkrieges (boat people) beantragten vor allem in der zweiten Hälfte der 1970er Jahre und in den 1980er und 1990er Jahren zahlreiche Menschen in Deutschland Asyl.
In den 1990ern migrierten oder flohen auch viele Menschen im Zuge der Jugoslawienkriege aus den Balkanländern nach Deutschland, meist Kosovo-Albaner, Bosnier, Kroaten und Serben.
Die massiv gestiegenen Asylbewerberzahlen, eine zunehmende Fremdenfeindlichkeit, eine emotionalisierte Asyldebatte und eine Serie rassistischer Anschläge Anfang der 1990er Jahre veranlassten die damaligen Regierungsparteien CDU/CSU und FDP sowie die Oppositionspartei SPD dazu, im Dezember 1992 den sogenannten Asylkompromiss zu vereinbaren. Änderungen im Grundgesetz und im Asylverfahrensgesetz schränkten die Möglichkeiten ein, Asyl in Deutschland zu erhalten.

### Deutsche Aussiedler und Spätaussiedler
Das von der Bundesregierung 1988 beschlossene Sonderprogramm zur Eingliederung von Aussiedlern, die Öffnungspolitik der sowjetischen Regierung Ende der 1980er Jahre, welche auch die Ausreise einer großen Anzahl von Aussiedlern genehmigte, der Zerfall der Sowjetunion 1991 sowie Armut in Russland und in der Ukraine führten dazu, dass eine größere Zahl von Menschen aus der ehemaligen Sowjetunion nach Deutschland einwanderten, darunter auch Millionen Spätaussiedler (Menschen deutscher Abstammung), welche Russlanddeutsche genannt werden, sowie Kontingentflüchtlinge „jüdischer Nationalität“, die heute den Großteil der Juden in Deutschland ausmachen. Auch aus Polen kamen viele Aussiedler nach Deutschland.

### Reformen des Staatsangehörigkeitsrechts ab ca. 2000
Die Reform des Staatsangehörigkeitsrechts der rot-grünen Bundesregierung Gerhard Schröders im Jahr 2000 kann als Indiz dafür gelten, dass sich Deutschland als Einwanderungsland und als multikulturelle Gesellschaft zu verstehen begann. Im Gegensatz zur alten Version des Gesetzes aus dem Jahr 1913, das gemäß dem Ius sanguinis die deutsche Staatsangehörigkeit über die ethnische Herkunft bestimmte, nähert sich das neue Gesetz dem Normalfall westeuropäischer Einwanderungsgesellschaften (dem Ius soli) und gibt in Deutschland geborenen Einwanderern der zweiten Generation die Möglichkeit der Einbürgerung (so genanntes „Optionsmodell“). Jedoch begann damals, ähnlich wie in anderen westeuropäischen Staaten, auch eine Debatte um Integration und Integrationsdefizite vor allem muslimischer Einwanderer.

### Flüchtlingskrise 2015/2016
Speziell ab 2015 beantragten Millionen Menschen, meist aus dem Nahen Osten (vor allem aus Syrien), Afghanistan sowie Afrika, in Deutschland Asyl (Flüchtlingskrise).
Aus der Sicht des Jahres 2015 bilanziert der „Spiegel“ die typische Haltung Deutscher zum Thema Einwanderung. Er kommt zu dem Schluss, dass die entscheidende Frage sei, „wie viel Diversität die deutsche Gesellschaft am Ende wirklich“ aushalte. Die „Spiegel“-Autoren stellen außerdem fest: „Einwanderer werden in Deutschland weiterhin entweder als Armutsmigranten abgetan oder gefürchtet oder von der Wirtschaft als schnelle, billige Lückenfüller für den Arbeiter- und Fachkräftemangel missverstanden. Viel Gutes kann aus solchen verkürzten Blickweisen nicht folgen.“ Durch die große Migrationswelle sei bestätigt, dass Deutschland heute als Einwanderungsland anzusehen ist.

### Aufnahme ukrainischer Flüchtlinge
Nach den Einmarsch russischer Truppen am 24. Februar 2022 flüchteten Hunderttausende aus der Ukraine. Die Europäische Union aktivierte am 4. März 2022 den Mechanismus der Richtlinie für den Fall eines „Massenzustroms“, der den geflüchteten Ukrainern nach einer entsprechenden Meldung vor Ort automatisch für drei Jahre einen Aufenthaltsstatus und eine Arbeitserlaubnis in der EU zusichert. Außerdem erhalten sie Zugang zu Sozialhilfe und medizinischer Versorgung, Bildung für Minderjährige und unter bestimmten Bedingungen außerdem die Möglichkeit zur Familienzusammenführung. Die Zahl der ukrainischen Staatsbürger stieg seit Februar 2022 auch in Deutschland stark an.

## Einwanderungspolitik

### EU-Freizügigkeit
Jeder Unionsbürger hat nach Artikel 6 und 7 der Richtlinie über die Freizügigkeit 2004/38/EG das Recht, in jeden Mitgliedsstaat einzureisen und sich dort aufzuhalten. Die Zuwanderung aus EU-Staaten betrug in 2014: 623 Tsd, 2015: 676 Tsd, 2016: 624 Tsd, 2017: 625 Tsd, 2018: 626 Tsd, 2019: 584 Tsd, 2020: 492 Tsd, 2021: 469 Tsd und 2022: 482 Tsd. Etwa 32 % der 23,8 Millionen Personen mit Migrationshintergrund stammten 2022 aus einem EU-Staat.

### Familiennachzug
Die Einwanderung von Menschen nach Deutschland, und auch die transnationale Migration, betrifft nicht nur Einzelpersonen, sondern auch Familien: im Zuwanderungsgesetz ist z. B. das Nachzugsalter von Familienangehörigen von Zuwanderern geregelt.
Deshalb wird Immigration im 6. Familienbericht der Bundesregierung „Familien ausländischer Herkunft – Leistungen – Belastungen – Herausforderungen“, 2000, als Familienprojekt bezeichnet, das generationsübergreifend stattfindet und nicht in einer Generation abgeschlossen ist. U. a. durch diesen Bericht des Bundesministerium für Familie, Senioren, Frauen und Jugend (BMFSFJ) aus dem Jahr 2000 ist klargestellt, dass die Bundesrepublik Deutschland ein Einwanderungsland ist und dass die Integration der Immigranten durch den zeitlich nahen Nachzug der Familienmitglieder gefördert und stabilisiert wird.
„Integrationspolitik muss verstärkt die ‚ganze Familie‛ in den Blick nehmen und diese Perspektive zumindest ergänzend und verstärkend neben die ‚Familienmitglieder-Zielgruppenorientierung‘ setzen, die heute vor allem in der Form von Kinder-, Jugend- und Mädchenprojekten umgesetzt wird“, heißt es 2002 im Zwischenbericht zum Projekt „Der soziale Nahraum in seiner Integrationsfunktion für Familien ausländischer Herkunft“ des Deutschen Jugendinstituts, weil die Familien von Immigranten auch einen Lebensraum darstellen, der einer Integration entgegenwirken kann, da sich der Spracherwerb und die Überwindung der kulturellen Fremdheit verzögern können.

### Rechtlicher Status
Das deutsche Einwanderungsrecht unterliegt gewissen Bindungen durch die Vorschriften der Europäischen Union über den Freien Personenverkehr.
In Deutschland lassen sich Einwanderer in folgende Gruppen unterteilen:
- Spätaussiedler, mithin deutsche Volkszugehörige aus deutschen Siedlungsgebieten in Osteuropa, insbesondere aus den heute zu Polen und Russland gehörenden Gebieten (Einwanderungsregelung gemäß Bundesvertriebenen- und -flüchtlingsgesetz (BVFG) von 1953 sowie Aussiedleraufnahmegesetz (AAG) von 1990),
- Unionsbürger und Angehörige der übrigen Staaten des Europäischen Wirtschaftsraums (EWR) und ihre Familienangehörigen (auch aus Nicht-EWR-Staaten); diese genießen das Recht auf Freizügigkeit nach dem Freizügigkeitsgesetz/EU, ähnliches gilt für Schweizer Bürger nach dem Freizügigkeitsabkommen EG-Schweiz,
- Arbeitsmigranten aus Drittstaaten (Nicht-EU-Ländern); diese können nach dem Aufenthaltsgesetz als Arbeitnehmer oder Selbstständige einreisen und sich in Deutschland aufhalten; der Zuzug zur Arbeitsmigration ist jedoch stark eingeschränkt,
- Familienangehörige Deutscher und hier lebender Ausländer, insbesondere Ehepartner und minderjährige Kinder; diese können ggf. nach dem Aufenthaltsgesetz ein Nachzugsrecht erhalten,
- Studenten; diese können ggf. nach dem Aufenthaltsgesetz ein Aufenthaltsrecht zu Studienzwecken erhalten,
- Asylsuchende; diese können nach Artikel 16a Grundgesetz und dem Asylverfahrensgesetz einen Flüchtlingsstatus, die Asylberechtigung oder die Zuerkennung der Flüchtlingseigenschaft, beantragen,
- Personen, die aus humanitären, politischen oder völkerrechtlichen Gründen ein Aufenthaltsrecht nach dem Aufenthaltsgesetz oder nach Vereinbarungen der IMK (ministerielle Erlasse) erhalten (zumeist ohne Rechtsanspruch); darunter fielen bisher z. B. Bürgerkriegsflüchtlinge,
- Kontingentflüchtlinge; dieser Personenkreis konnte von 1991 bis 2004 überwiegend aus den Staaten der ehemaligen Sowjetunion in Deutschland aufgenommen werden,
- Illegale Einwanderer, die keinen regulären Status nach dem Ausländerrecht besitzen.

Die Begriffe Ausländer und Migrationshintergrund werden in der Bevölkerung oft synonym verwendet, obwohl beide Begriffe zu unterscheiden sind. Migranten, die die deutsche Staatsangehörigkeit annehmen, gelten vom Zeitpunkt der Einbürgerung an nicht mehr als Ausländer, aber als Personen mit Migrationshintergrund.

## Wirtschaft

### Steuern und Sozialabgaben
Die Bewertung von Migration für den Sozialstaat ist uneinheitlich. Laut einer Analyse der Stiftung Marktwirtschaft aus dem Jahr 2009 zahlten die meisten Ausländer in Deutschland aufgrund ihres im Vergleich zu deutschen Beschäftigten schlechten Qualifikations- und Lohnniveaus im Laufe ihres Lebens in Deutschland weniger Steuern und Abgaben, als sie an Leistungen erhielten. Der überwiegende Anteil der Einwanderung nach Deutschland nach 1973 (dem Jahr des Anwerbestopps von Gastarbeitern), die sich vor allem über die Familienzusammenführung vollzogen habe, sei in das deutsche Sozialsystem erfolgt: Obgleich die Zahl der Ausländer bis zum Jahr 2000 auf 7,5 Millionen Menschen stieg, stagnierte der Anteil der Erwerbstätigen unter den Ausländern bei rund 2 Millionen.
Nach Berechnungen des „Zentrums für Europäische Wirtschaftsforschung (ZEW)“ aus dem Jahr 2014 zahlt jeder Ausländer in Deutschland pro Jahr durchschnittlich 3300 Euro mehr Steuern und Sozialabgaben, als er an staatlichen Leistungen erhält. Das Plus pro Kopf ist demnach in den vergangenen zehn Jahren um über die Hälfte gestiegen. Durchschnittlich überweise jeder Mensch ohne deutsche Staatsangehörigkeit in seinem Leben 22.300 Euro mehr an den Staat, als er an Transfers erhalte. In Summe profitiere der Sozialstaat in einer Größenordnung von 147,9 Milliarden Euro von den bereits heute in Deutschland lebenden Ausländern. Jeder Bürger könnte dem ZEW zufolge um mehr als 400 Euro jährlich fiskalisch entlastet werden, wenn künftig pro Jahr mindestens 200.000 Zuwanderer nach Deutschland kämen und 30 Prozent von ihnen hoch und weitere 50 Prozent mittel qualifiziert wären.
Das ZEW stellt in der oben erwähnten Studie aus dem Jahr 2014 allerdings einschränkend fest, dass Kinder ausländischer Eltern, die 2012 in Deutschland geboren wurden, per saldo den deutschen Staat über den gesamten Lebenszyklus hinweg durchschnittlich ca. 44.000 Euro mehr an Transferzahlungen kosten werden, als sie an Steuern und Sozialbeiträgen zahlen, wenn sie durchschnittlich keine deutlich besseren Qualifikationen erwerben als ihre Eltern. Um zu erreichen, dass Zuwanderer der zweiten Generation das durchschnittliche Qualifikationsniveau der deutschen Bevölkerung erreichen, seien intensivere staatliche Anstrengungen nötig. Zudem würde die gezieltere Steuerung der Zuwanderung „Deutschlands demografische Probleme deutlich entschärfen“, die dazu beitragen müsste, dass Ausländer aufgrund ihrer im Durchschnitt relativ geringen Qualifikation in ihrer aktiven Phase zwischen 20 und 60 Jahren deutlich weniger an Steuern und Abgaben als Deutsche zahlen und so verstärkt dem Risiko ausgesetzt sind, im Alter aufgrund ihrer Altersarmut auf Leistungen aus der Grundsicherung angewiesen zu sein. Per saldo würde es aber ausreichen, wenn 30 Prozent der Kinder ausländischer Eltern, die 2012 in Deutschland geboren wurden, das für Deutsche typische Durchschnitts-Lebenseinkommen erzielen würden (unter der Annahme, dass die übrigen 70 Prozent kein höheres Lebenseinkommen erzielen als ihre Eltern), damit durch diesen Jahrgang von Menschen mit Migrationshintergrund der deutschen Volkswirtschaft durch seinen Daueraufenthalt in Deutschland kein Schaden entsteht.

### Arbeitsmarkt
Tatsächlich trifft der Topos vom schlecht qualifizierten Zuwanderer nur noch bedingt zu. Die neueste Generation der Zuwanderer nach Deutschland war 2013 durchschnittlich wesentlich besser qualifiziert als Deutsche. Eine wichtige Rolle spielt hierbei die hohe Jugendarbeitslosigkeit in vielen Staaten der Europäischen Union, von der auch viele Hochqualifizierte betroffen sind. Im Januar 2014 stellte Werner Eichhorst, Direktor für Europäische Arbeitsmarktpolitik am „Institut für die Zukunft der Arbeit (IZA)“ fest: „Es gibt keine Anzeichen für eine Zuwanderung in Arbeitslosigkeit oder Armut. Die Arbeitssuchenden, die kommen, finden in der Regel Jobs, ohne einheimische Arbeitskräfte zu verdrängen.“

#### Erwerbstätigkeit
Die Beschäftigung von ausländischen Arbeitnehmern ist in der Beschäftigungsverordnung für alle Staatsangehörigen geregelt, die nicht EU-Bürger, EWR-Zugehörige (Island, Liechtenstein und Norwegen) oder Schweizer sind. In der Verordnung gibt es Sonderregeln für vorübergehende Beschäftigung, qualifizierte Beschäftigung, besondere Berufs- und Personengruppen (wie Sportler, Kulturschaffende, Pflegeberufe, Staatsangehörige der USA, Kanada, Westbalkanstaaten, Deutsche Volkszugehörige usw.), Asylsuchende und Geduldete. Die Anwerbung und Vermittlung von Pflege- und Gesundheitspersonal darf demnach für zahlreiche Herkunftsländer nur durch die Arbeitsagentur für Arbeit erfolgen.

#### Attraktivität für ausländische Fachkräfte
Eine 2019 veröffentlichte Studie der Organisation für wirtschaftliche Zusammenarbeit und Entwicklung (OECD) bescheinigte Deutschland nur bedingte Attraktivität für ausländische Fachkräfte. Im Vergleich von 30 Industrienationen belegte Deutschland den zwölften Platz, insbesondere aufgrund unterdurchschnittlicher beruflicher Chancen. Die Arbeitslosenquote für zugewanderte Akademiker lag mit sieben Prozent über dem Durchschnitt. Vor diesem Hintergrund gab es auch Kritik am Fachkräfteeinwanderungsgesetz aufgrund komplizierter Regelungen zur Anerkennung von Abschlüssen aus Nicht-EU-Ländern.
Im Jahr 2022 waren die Mehrheit (insgesamt 38.820 Personen) der Beschäftigten aus Drittstaaten Fachkräfte mit anerkanntem Abschluss (Definition nach § 18 AufenthG). Nach einer 2024 erschienenen OECD-Studie erleben zugewanderte Fachkräfte weit mehr Diskriminierung in Deutschland als erwartet. Der Rassismus gegen Schwarze sei in den untersuchten 13 EU-Staaten in Deutschland mit Abstand am weitesten verbreitet.

## Statistiken
| Staatszugehörigkeit         | 2014      | 2015      | 2016      | 2017      | 2018      | 2019      | 2020    | 2021      | 2022      |
| Deutsche                    | 122.195   | 120.713   | 146.047   | 166.703   | 201.531   | 212.669   | 191.883 | 183.650   | 184.753   |
| Ausländer                   | 1.342.529 | 2.016.241 | 1.719.075 | 1.384.018 | 1.383.581 | 1.345.943 | 994.819 | 1.139.816 | 2.481.019 |
| - davon EU-Bürger (ohne UK) | 622.840   | 676.370   | 624.375   | 624.505   | 625.505   | 584.310   | 491.865 | 468.545   | 481.610   |

Aus Vergleichbarkeitsgründen sind die Zuwanderungen aus dem Vereinigten Königreich (UK) während der EU-Mitgliedschaft nicht bei den EU-Bürgern enthalten.

### Kriminalität
Das Bundeskriminalamt (BKA) veröffentlicht unter dem Titel Kriminalität im Kontext von Zuwanderung – Bundeslagebild Kriminalität im Kontext von Zuwanderung eine jährliche Analyse zu „Zuwanderern“. Das BKA versteht dabei unter dem Begriff Zuwanderer weder deutsche noch EU-Bürger als Immigranten und beschränkt sich auf die Betrachtung der Personen, die in den aufenthaltsrechtlichen Segmenten „Asylbewerber“, „Schutzberechtigte und Asylberechtigte, Kontingentflüchtling“, „Duldung“ oder „unerlaubter Aufenthalt“ registriert sind.
Das Bundeslagebild Menschenhandel und Ausbeutung des BKA gibt die Zahl der an die Staatsanwaltschaft weitergegebenen Ermittlungsverfahren mit dem Tatort Deutschland an.

#### „Zuwanderer“ (BKA) als Tatverdächtigter einer Straftat
|      | Zahl der tatverdächtigen „Zuwanderer“ | Anteil an allen Tatverdächtigen |
| ---- | ------------------------------------- | ------------------------------- |
| 2018 | 165.769                               | 8,6 %                           |
| 2019 | 151.009                               | 8,0 %                           |
| 2020 | 136.588                               | 7,3 %                           |
| 2021 | 127.489                               | 7,1 %                           |
| 2022 | 142.721                               | 7,4 %                           |

Zuwanderer beschreiben in dieser Statistik Personen, die "mit dem Aufenthaltsanlass „Asylbewerber“, „Schutzberechtigte und Asylberechtigte, Kontingentflüchtling“, „Duldung“ oder „unerlaubter Aufenthalt“ registriert wurden."
| Jahr | Fälle | Anteil zu sonstigen Tatverdächtigen |
| ---- | ----- | ----------------------------------- |
| 2015 | 34    | 6,02 %                              |
| 2016 | 47    | 7,98 %                              |
| 2017 | 69    | 12,11 %                             |
| 2018 | 44    | 8,75 %                              |
| 2019 | 43    | 8,70 %                              |

#### „Zuwanderer“ (BKA) als Opfer einer Straftat
| Jahr | Anzahl | Anteil zu allen Opfern |
| ---- | ------ | ---------------------- |
| 2018 | 47.042 | 4,6 %                  |
| 2019 | 50.466 | 5,0 %                  |
| 2020 | 57.205 | 5,7 %                  |
| 2021 | 51.166 | 5,2 %                  |
| 2022 | 55.929 | 4,9 %                  |

Bei dieser Statistik wird bei Opfern die Häufigkeit des „Opferwerdens“ gezählt, wodurch die Zahlen nicht zwangsmäßig der tatsächlichen Zahl an Personen entsprechen muss.
| Jahr | Anzahl | Anteil zu allen Opfern |
| ---- | ------ | ---------------------- |
| 2018 | 20     | -                      |
| 2019 | 22     | -                      |
| 2020 | 66     | -                      |
| 2021 | 33     | -                      |
| 2022 | 38     | -                      |

#### Kriminalisierungswahrscheinlichkeit
Die Bundeszentrale für politische Bildung weist auf eine unterschiedliche Kriminalisierungswahrscheinlichkeit hin. Unter anderem deuten Untersuchungen zum Beispiel auf ein Racial/Ethnic Profiling hin, bei welchem es für Minderheitenangehörige häufiger zu Personenkontrollen kommt. Befragungsstudien legen nahe, dass Jugendliche eher Anzeige erstatten, wenn ihnen der Täter/die Täterin fremd vorkommt. Des Weiteren gibt es geschlossene Milieus mit hohem Zuwanderungsanteil, bei welchen wenige Straftaten von Zuwandern als Täter oder Opfer polizeilich erfasst werden.

### Gesellschaftliche Akzeptanz
Eine Mitte 2019 veröffentlichte repräsentative Befragung von Kantar Emnid im Auftrag der gemeinnützigen Bertelsmann Stiftung attestierte eine Skepsis aber auch Pragmatik im Umgang mit Zuwanderung. 49 % der Teilnehmenden meinten, Deutschland könne keine weiteren Flüchtlinge mehr aufnehmen (2017 lag der Wert bei 54 %; 2015 bei 40 %). 37 % (2017: 37 %; 2015: 51 %) meinten, Deutschland könne weitere Flüchtlinge aufnehmen. Die Willkommenskultur gegenüber Einwanderern, die in Deutschland arbeiten oder studieren, wurde von den Studienautoren als „robust“ bezeichnet. Sowohl bei Behörden (79 %) als auch bei der Bevölkerung vor Ort (71 %) seien die Einwanderer mehrheitlich willkommen. Insbesondere jüngere Menschen sahen Zuwanderung positiv. Insgesamt stand eine Mehrheit der Befragten den Folgen pragmatisch gegenüber.